# لمورو ۱۷۰
لِمورو ۱۷۰ (به انگلیسی: ANF_Les_Mureaux_170) یک هواگرد ملخ‌پیشین تک‌موتوره از نوع هواپیمای جنگنده ساخت شرکت ANF Les Mureaux است. هواگرد لس مورو ۱۷۰ نخستین پروازش را در ۱۹ نوامبر ۱۹۳۲ میلادی انجام داد. در مجموع، تعداد ۲ فروند از این هواگرد ساخته شده‌است.